# Edmund Yeboah
Edmund Yeboah, född 22 februari 1988 i Kumasi i Ghana, är en svensk friidrottare tävlande för Hässelby SK. Främst tävlandes på distanerna 60- och 100 meter.
Edmund kom till Sverige från Ghana som 5-åring och spelade mycket fotboll som ung, men efter OS i Sydney 2000 började han med friidrott istället. När Edmund var 12 år sprang han 6,99 på 60 meter inomhus (Västerås) och sedan som 14-åring sprang han 10,78 på 100 meter och blev därmed världens näst snabbaste 14-åring genom tiderna.

## Personliga rekord
| Utomhus - 100 meter – 10,47 (Mannheim, Tyskland 7 juli 2006) - 100 meter – 10,65 (Gävle 17 juli 2009) - 100 meter – 10,39 (medvind) (Knoxville, Tennessee USA 11 april 2008) - 200 meter – 21,90 (San Marcos, Texas USA 24 april 2010) - 200 meter – 22,04 (Sollentuna 1 juni 2002) | Inomhus - 55 meter – 6,40 (Lubbock, Texas 23 januari 2010) - 60 meter – 6,74 (Göteborg 31 januari 2007) |